# Българско паразитологично дружество
Българското паразитологично дружество е професионално сдружение на българските паразитолози, работещи в областта на биологията, хуманната и ветеринарната медицина, селското и горско стопанство.

## История
Приемник е на Дружество на паразитолозите в България. Създадено е през 1965 г. До 1990 г. Дружеството организира и провежда пет национални научни конференции, в които участват и паразитолози от чужбина. На 14 октомври 1999 г. се провежда Общо събрание за възстановяване дейността на Дружеството на паразитолозите в България. На него се взема решение за преименуване на дружеството в Българско паразитологично дружество. За периода след 2000 г. са организирани две национални научни конференции по паразитология, в които участват международни специалисти.
Българското паразитологично дружество е пълноправен член на Европейската федерация по паразитология и на Световната федерация по паразитология. От 2001 г. е колективен член на Съюза на учените в България.

## Членове
- Олга Полякова